# Гай Юлий Цивилис
Гай Ю́лий Циви́лис (лат. Gaius Iulius Civilis; род. 25 г.) — вождь союзного римлянам германского племени батавов, префект когорты вспомогательных войск, возглавивший Батавское восстание против Рима.

## Биография
Находился на римской службе. По подозрению в подготовке антиримского выступления был вместе со своим братом, Юлием Павлом, при императоре Нероне арестован, но после смерти императора в 68 году освобождён.
В 69 году поднял германские племена, вначале в поддержку Веспасиана против Вителлия, а затем поставив целью создание отдельного, независимого государства на северо-западе Европы. К армии Цивилиса, кроме германцев, присоединились также некоторые галльские племена (треверы, лингоны), возглавляемые вождями Классиком и Тутором. Войсками восставших были взяты римские лагеря Ветера, Новезиум и Бонна.
После окончания в Риме борьбы за императорский трон и воцарения Веспасиана, последний в 70 году послал против Цивилиса армию под руководством Квинта Петиллия Цериала, которая подавила восстание, но при этом батавы были освобождены от выплаты налогов. 
Более поздних известий о Гае Юлии Цивилисе не сохранилось.